# Койриноя (остановочный пункт)
Ко́йрино́я (фин. Koirinoja) — остановочный пункт на 50,1 км перегона Леппясилта — Питкяранта линии Янисъярви — Лодейное Поле.

## Общие сведения
Остановочный пункт расположен в одноимённом посёлке Питкярантского городского поселения Питкярантского района Республики Карелия. В 2014 году было отменено пассажирское движение по остановочному пункту, этому предшествовало сокращение маршрута поезда Лодейное Поле — Янисъярви до станции Питкяранта. В 2021 году запущены дизель-поезда сообщением Сортавала — Лодейное Поле, которые делают остановку на этом остановочном пункте.
До 1950-х годов на месте современного остановочного пункта Койриноя располагалась платформа Койвуселькя (фин. Koivuselkä), открытая 12 октября 1932 года и названная по существовавшей до 1970-х годов неподалёку деревни.
Современный остановочный пункт был утверждён в 1970-х годах после ликвидации одноимённой станции, находившейся севернее в 1800 м. Причиной переноса остановки, в основном, было отсутствие населения возле прежней станции и близость нового места к посёлку Койриноя. В целях удобства остановочный пункт был именован также как и бывшая станция. Следует отметить, что на большинстве карт местоположение современного остановочного пункта указано именно в месте, где располагалась станция Койриноя.
- Остановочный пункт Койриноя (бывш. Койвуселькя)
- Вид сверху
- Вид в сторону ст. Питкяранта
- Дорожка к остановочному пункту

## Станция Койриноя
61°39′59″ с. ш. 31°24′53″ в. д.
Станция Койриноя была открыта 1 сентября 1932 года в составе третьей очереди линии Янисъярви — Лодейное Поле.
Станция находилась недалеко от деревни Мюллюкюля (в настоящее время — центр деревни Койриноя) на современном 48,35 км, а фактический центр исторической деревни Койриноя находился в нескольких километрах к югу, на берегу Ладоги. В 1930 году по типовому проекту Туре Хеллстрёма было построено первое здание вокзала, сгоревшее во время боевых действий. В 1943 году на месте сгоревшего было построено новое здание (также не сохранилось).
Недалеко от бывшей южной горловины до сих пор эксплуатируется исторический финский мост.
- Станция Койриноя
- Койриноя, разрушенный железнодорожный мост, 1944 год
- Железнодорожный путепровод над автодорогой 86К-13, 2020 год
- Разобранный боковой путь, вид в сторону ст. Леппясилта
- Ступени финского вокзала